# یواس‌اس میجر (دی‌ئی-۷۹۶)
یواس‌اس میجر (دی‌ئی-۷۹۶) (به انگلیسی: USS Major (DE-796)) یک کشتی بود که طول آن 306' بود. این کشتی در سال ۱۹۴۳ ساخته شد.